# Selección de fútbol sub-17 de Argentina
La selección de fútbol sub-17 de Argentina es el equipo formado por jugadores de nacionalidad argentina menores de 17 años de edad, que representa a la Asociación del Fútbol Argentino en la Copa del Mundo Sub-17 y en el Campeonato Sudamericano de Fútbol Sub-17. Argentina ha ganado cuatro Campeonatos Sudamericanos y ha subido al podio en el Campeonato Mundial de la categoría terminando en el tercer lugar en 1991, 1995 y 2003.
Muchos jugadores destacados han vestido la camiseta de esta selección, incluyendo a Esteban Cambiasso, Pablo Aimar, Roberto Abbondanzieri, Juan Sebastián Verón, Fernando Cáceres, Fernando Redondo, Gabriel Milito, Luciano Galletti, Gonzalo Rodríguez, Roberto Bonano, Franco Costanzo, Leonardo Biagini, Marcelo Gallardo, Ezequiel González, Aldo Duscher, Maximiliano López, Rodolfo Arruabarrena, Néstor Fabbri, Javier Mascherano, Pablo Zabaleta, Carlos Tévez, Oscar Ustari, Nahuel Guzmán, Ezequiel Garay, Lucas Biglia, Fernando Gago, Mateo Musacchio, Lucas Ocampos, Exequiel Palacios, Lionel Messi, entre otros.

## Encuentros recientes y próximos partidos
| Fecha      | Lugar        | Competencia                    | Local     | Resultado      | Visitante      |
| ---------- | ------------ | ------------------------------ | --------- | -------------- | -------------- |
| 29/03/2025 | Montería     | Campeonato Sudamericano Sub-17 | Chile     | 3:2            | Argentina      |
| 31/03/2025 | Montería     | Campeonato Sudamericano Sub-17 | Argentina | 4:1            | Paraguay       |
| 02/04/2025 | Montería     | Campeonato Sudamericano Sub-17 | Argentina | 5:0            | Perú           |
| 05/04/2025 | Cartagena    | Campeonato Sudamericano Sub-17 | Colombia  | 2:1            | Argentina      |
| 08/04/2025 | Montería     | Campeonato Sudamericano Sub-17 | Bolivia   | 0:3            | Argentina      |
| 11/04/2025 | Montería     | Campeonato Sudamericano Sub-17 | Paraguay  | 1:1 (4:3 pen.) | Argentina      |
| 14/05/2025 | Buenos Aires | Partido amistoso               | Argentina | 2:3            | Paraguay       |
| 18/05/2025 | Buenos Aires | Partido amistoso               | Argentina | 3:0            | Bolivia        |
| 20/05/2025 | Buenos Aires | Partido amistoso               | Argentina | 1:0            | Catar          |
| 22/05/2025 | Ezeiza       | Partido amistoso               | Argentina | 4:1            | Estados Unidos |
| 03/11/2025 | Rayán        | Copa Mundial Sub-17 de 2025    | Argentina | -:-            | Bélgica        |
| 06/11/2025 | Rayán        | Copa Mundial Sub-17 de 2025    | Argentina | -:-            | Túnez          |
| 09/11/2025 | Rayán        | Copa Mundial Sub-17 de 2025    | Fiyi      | -:-            | Argentina      |

## Indumentaria

### Uniforme

#### Uniforme titular
| Primer Uniforme | (Ver evolución) | Uniforme actual |

#### Uniforme alternativo
| Primer Uniforme | (Ver evolución) | Uniforme actual |

### Proveedores
| Periodo   | Proveedor      |
| --------- | -------------- |
| 1985-1989 | Le Coq Sportif |
| 1990-1998 | Adidas         |
| 1999-2001 | Reebok         |
| 2001-act. | Adidas         |

## Instalaciones

### Complejo Deportivo de Ezeiza "Lionel Andrés Messi"
La selección argentina cuenta con un predio de 48 hectáreas ubicado en el partido de Ezeiza, en la provincia de Buenos Aires, a la vera de la Autopista Ricchieri. El predio cuenta con tres complejos de alto nivel: uno de ellos lo utiliza la selección mayor, otro las selecciones juveniles y el tercero de apoyo logístico. El predio pone a disposición de los jugadores y entrenadores nueve estadios, de los cuales siete tienen las medidas reglamentarias y los otros dos con medidas reducidas. Sus instalaciones cuentan además con todo lo necesario para el alojamiento de los planteles, con habitaciones, cocinas, comedores, vestuarios, gimnasios, consultorios médicos, salas de conferencia, salas de vídeo y microcine.
El predio fue nombrado el 28 de octubre de 2014 como Julio Humberto Grondona, en honor al fallecido presidente de la AFA, cargo que ejerció durante 35 años. Posteriormente el 25 de marzo de 2023 pasó a llamarse Lionel Andrés Messi, en honor a su trayectoria como futbolista vistiendo la camiseta nacional por más de 20 años y la obtención del título mundial en 2022.
La historia de su construcción se remonta a 1979, cuando Grondona, recién asumido presidente, decidió adquirir un predio dedicado al entrenamiento de la albiceleste, que se concentraba en otras instalaciones, como la Fundación Salvatori y el sindicato de Empleados de Comercio. Para ello, la selección se enfrentó con un combinado amistoso llamado Resto del Mundo, el 25 de junio de 1979, como primer aniversario de la obtención del mundial '78, en el estadio Monumental. La selección perdió 2 a 1. Lo recaudado, 998 123 994 pesos Ley 18.188, tenía como destino la construcción del predio.
No fue hasta 1987 que, impulsado por el entrenador del equipo Carlos Salvador Bilardo, comenzó su construcción definitiva, que otorgó el Estado Nacional a la AFA en concesión por 30 años. El propio entrenador buscó el terreno y ayudó con los cimentos. En 2010 se renovó la concesión por 30 años, hasta 2048. El predio fue inaugurado en diciembre de 1989, con la idea de trasladar las instalaciones del edificio de Viamonte y construir un estadio propio con capacidad para 40 000 personas. Es utilizado por los distintos planteles desde el mundial de Italia '90.

## Historial de encuentros oficiales reconocidos por FIFA
Contiene datos de: Copa Mundial,  Campeonato Sudamericano, Juegos Suramericanos 2014 y Juegos Panamericanos.
En cursiva los países actualmente desaparecidos. Según FIFA:
- Alemania incluye a la Selección de Alemania Federal, pero no a su par de Alemania Democrática, que actualmente forma parte de la Alemania unificada.
- República Checa es sucesora de Checoslovaquia.
- Rusia es sucesora de Unión Soviética.
- Serbia es sucesora de Yugoslavia y Serbia y Montenegro.
- Si bien Australia es un país oceánico, pertenece a la AFC desde 2006, tras haber abandonado la OFC.

Actualizado hasta el último partido: 1 de diciembre de 2023 -  Argentina 0-3 Mali  (Mundial 2023).

## Jugadores

###### Última convocatoria
Actualizado el 26 de marzo de 2025
Lista oficial de convocados para disputar el Campeonato Sudamericano de Fútbol Sub-17 de 2025 a disputarse en Colombia. Se tuvieron en cuenta los jugadores nacidos a partir del 1 de enero de 2008.
| N.º |                                         | Nombre                | Posición       | Edad    | PJ | G | Equipo             | Equipo formador    |
| --- | --------------------------------------- | --------------------- | -------------- | ------- | -- | - | ------------------ | ------------------ |
| 1   | Bandera de la Provincia de Buenos Aires | Dylan Martínez        | Guardameta     | 17 años | 2  | 0 | River Plate        | River Plate        |
| 12  | Bandera de la Ciudad de Buenos Aires    | Juan Manuel Centurión | Guardameta     | 17 años | 0  | 0 | Independiente      | Independiente      |
| 23  | Bandera de la Provincia de Córdoba      | Agustín Martínez      | Guardameta     | 17 años | 2  | 0 | Talleres           | Talleres           |
| 4   | Bandera de la Provincia de Córdoba      | Misael Zalazar        | Defensa        | 17 años | 4  | 0 | Talleres           | Talleres           |
| 14  | Bandera de la Ciudad de Buenos Aires    | Santiago Silveira     | Defensa        | 17 años | 0  | 0 | Argentinos Juniors | Argentinos Juniors |
| 2   | Bandera de la Provincia de Santa Fe     | Mateo Martínez        | Defensa        | 17 años | 0  | 0 | Racing Club        | Racing Club        |
| 6   | Bandera de la Ciudad de Buenos Aires    | Matías Satas          | Defensa        | 17 años | 7  | 0 | Boca Juniors       | Boca Juniors       |
| 13  | Bandera de la Provincia de Buenos Aires | Thiago Yanez          | Defensa        | 17 años | 1  | 0 | Argentinos Juniors | Argentinos Juniors |
| 17  | Bandera de la Provincia de Buenos Aires | Bautista González     | Defensa        | 17 años | 0  | 0 | Independiente      | Independiente      |
| 3   | Bandera de la Provincia de Buenos Aires | Benjamin Fariña       | Defensa        | 16 años | 6  | 0 | Lanús              | Lanús              |
| 16  | Bandera de la Provincia de Córdoba      | Joaquín Salas         | Defensa        | 17 años | 1  | 0 | Talleres           | Talleres           |
| 15  | Bandera de la Provincia de Buenos Aires | Alejandro Tello       | Centrocampista | 17 años | 5  | 0 | Racing Club        | Racing Club        |
| 5   | Bandera de la Provincia de Buenos Aires | Santiago Espíndola    | Centrocampista | 17 años | 7  | 1 | River Plate        | River Plate        |
| 8   | Bandera de la Provincia de Santa Fe     | Jerónimo Gómez Mattar | Centrocampista | 16 años | 5  | 3 | Newell's           | Newell's           |
| 21  | Bandera de la Provincia de Santa Fe     | Felipe Pujol          | Centrocampista | 17 años | 0  | 0 | Vélez Sarsfield    | Vélez Sarsfield    |
| 10  | Bandera de la Provincia de Buenos Aires | Francisco Baridó      | Centrocampista | 17 años | 1  | 1 | Juventus           | Boca Juniors       |
| 18  | Bandera de la Provincia de Corrientes   | Juan Cruz Meza        | Centrocampista | 17 años | 5  | 1 | River Plate        | River Plate        |
| 20  | Bandera de la Ciudad de Buenos Aires    | Tomás Parmo           | Centrocampista | 17 años | 8  | 1 | Independiente      | Independiente      |
| 7   | Bandera de la Provincia de Buenos Aires | Matías Acevedo        | Centrocampista | 17 años | 0  | 0 | Racing Club        | Racing Club        |
| 11  | Bandera de la Provincia del Chubut      | Alex Verón            | Delantero      | 16 años | 8  | 2 | Vélez Sarsfield    | Vélez Sarsfield    |
| 22  | Bandera de la Provincia de Buenos Aires | Uriel Ojeda           | Delantero      | 17 años | 2  | 2 | San Lorenzo        | San Lorenzo        |
| 9   | Bandera de la Provincia de Buenos Aires | Thomas de Martis      | Delantero      | 17 años | 7  | 4 | Lanús              | Lanús              |
| 19  | Bandera de la Provincia de Entre Ríos   | Joaquín Piñeyro       | Delantero      | 17 años | 0  | 0 | Boca Juniors       | Boca Juniors       |

| Cuerpo técnico     | Cuerpo técnico | Cuerpo técnico          | Cuerpo técnico                |
| ------------------ | -------------- | ----------------------- | ----------------------------- |
| Entrenador:        | Diego Placente | Asistentes:             | Ariel Garcé - Facundo Quiroga |
| Preparador físico: | Enrique Cesana | Entrenador de arqueros: | Fernando Escobar              |

## Estadísticas

### Copa Mundial de Fútbol Sub-17
| Año   | Ronda            | Pos.         | J            | G            | E            | P            | GF           | GC           |
| ----- | ---------------- | ------------ | ------------ | ------------ | ------------ | ------------ | ------------ | ------------ |
| 1985  | Fase de grupos   | 9°           | 3            | 1            | 1            | 1            | 5            | 4            |
| 1987  | No clasificó     | No clasificó | No clasificó | No clasificó | No clasificó | No clasificó | No clasificó | No clasificó |
| 1989  | Cuartos de final | 8°           | 4            | 1            | 2            | 1            | 5            | 3            |
| 1991  | Tercer puesto    | 3°           | 6            | 2            | 2            | 2            | 5            | 5            |
| 1993  | Fase de grupos   | 9°           | 3            | 1            | 1            | 1            | 7            | 6            |
| 1995  | Tercer puesto    | 3°           | 6            | 5            | 0            | 1            | 12           | 4            |
| 1997  | Cuartos de final | 6°           | 4            | 2            | 1            | 1            | 3            | 2            |
| 1999  | No clasificó     | No clasificó | No clasificó | No clasificó | No clasificó | No clasificó | No clasificó | No clasificó |
| 2001  | Cuarto puesto    | 4°           | 6            | 3            | 1            | 2            | 12           | 9            |
| 2003  | Tercer puesto    | 3°           | 6            | 4            | 1            | 1            | 10           | 4            |
| 2005  | No clasificó     | No clasificó | No clasificó | No clasificó | No clasificó | No clasificó | No clasificó | No clasificó |
| 2007  | Cuartos de final | 6°           | 5            | 2            | 2            | 1            | 7            | 4            |
| 2009  | Octavos de final | 11°          | 4            | 2            | 0            | 2            | 6            | 6            |
| 2011  | Octavos de final | 13°          | 4            | 1            | 1            | 2            | 4            | 8            |
| 2013  | Cuarto puesto    | 4°           | 7            | 4            | 1            | 2            | 13           | 12           |
| 2015  | Fase de grupos   | 24°          | 3            | 0            | 0            | 3            | 1            | 8            |
| 2017  | No clasificó     | No clasificó | No clasificó | No clasificó | No clasificó | No clasificó | No clasificó | No clasificó |
| 2019  | Octavos de final | 9°           | 4            | 2            | 1            | 1            | 8            | 5            |
| 2023  | Cuarto puesto    | 4°           | 7            | 4            | 1            | 2            | 19           | 9            |
| 2025  | Clasificado      | Clasificado  | Clasificado  | Clasificado  | Clasificado  | Clasificado  | Clasificado  | Clasificado  |
| Total | 16/20            | 4°           | 72           | 34           | 15           | 23           | 117          | 89           |

### Campeonato Sudamericano Sub-17
| Año   | Ronda        | Pos. | J   | G  | E  | P  | GF  | GC  |
| ----- | ------------ | ---- | --- | -- | -- | -- | --- | --- |
| 1985  | Fase final   | 1°   | 8   | 8  | 0  | 0  | 32  | 4   |
| 1986  | Fase final   | 4°   | 7   | 1  | 5  | 1  | 7   | 7   |
| 1988  | Fase final   | 2°   | 7   | 6  | 0  | 1  | 13  | 4   |
| 1991  | Fase final   | 3°   | 7   | 4  | 2  | 1  | 10  | 7   |
| 1993  | Fase final   | 3°   | 7   | 4  | 1  | 2  | 12  | 6   |
| 1995  | Fase final   | 2°   | 6   | 4  | 1  | 1  | 12  | 4   |
| 1997  | Fase final   | 2°   | 7   | 4  | 1  | 2  | 15  | 6   |
| 1999  | Fase final   | 4°   | 6   | 2  | 2  | 2  | 9   | 9   |
| 2001  | Fase final   | 2°   | 7   | 4  | 1  | 2  | 12  | 9   |
| 2003  | Fase final   | 1°   | 7   | 4  | 3  | 0  | 19  | 5   |
| 2005  | Primera fase | 7º   | 4   | 1  | 1  | 2  | 6   | 7   |
| 2007  | Fase final   | 3°   | 9   | 4  | 4  | 1  | 13  | 7   |
| 2009  | Fase final   | 2°   | 5   | 3  | 2  | 0  | 10  | 4   |
| 2011  | Fase final   | 3°   | 9   | 5  | 1  | 3  | 17  | 11  |
| 2013  | Fase final   | 1°   | 9   | 4  | 3  | 2  | 17  | 13  |
| 2015  | Fase final   | 2°   | 9   | 4  | 2  | 3  | 14  | 9   |
| 2017  | Primera fase | 8º   | 4   | 1  | 0  | 3  | 3   | 4   |
| 2019  | Fase final   | 1°   | 9   | 5  | 2  | 2  | 14  | 10  |
| 2023  | Fase final   | 3°   | 9   | 5  | 2  | 2  | 15  | 8   |
| 2025  | Fase final   | 6°   | 6   | 3  | 1  | 2  | 16  | 7   |
| Total | 20/20        | 2°   | 142 | 76 | 34 | 34 | 266 | 141 |

## Palmarés

### Títulos
| Competición                    |                             |                                         |                                   |
| Competición                    | Títulos                     | Subcampeonatos                          | Tercer lugar                      |
| ------------------------------ | --------------------------- | --------------------------------------- | --------------------------------- |
| Copa Mundial de Fútbol Sub-17  | –                           | –                                       | 3 (1991, 1995 y 2003)             |
| Campeonato Sudamericano Sub-17 | 4 (1985, 2003, 2013 y 2019) | 6 (1988, 1995, 1997, 2001, 2009 y 2015) | 5 (1991, 1993, 2007, 2011 y 2023) |

### Distinciones otorgadas
| Distinción                  | Año  |
| --------------------------- | ---- |
| Premio Fair Play de la FIFA | 1991 |
| Premio Fair Play de la FIFA | 1997 |